# Campus Diagonal Nord
El Campus Nord (Campus Norte en castellano) es uno de los principales campus de la Universidad Politécnica de Cataluña, sub-barrio del Distrito de Les Corts en Barcelona. Está ubicado en el límite norte entre Zona Universitaria y Pedralbes, entre las estaciones del metro Zona Universitària y Palau Reial. Actualmente alberga tres facultades, la Biblioteca Rector Gabriel Ferraté, varios departamentos de la universidad y un gran número de centros de investigación.

## Facultades
- Facultad de Informática de Barcelona (FIB)
- Escuela Técnica Superior de Ingenieros de Caminos, Canales y Puertos de Barcelona (ETSECCPB)
- Escuela Técnica Superior de Ingeniería de Telecomunicación de Barcelona (ETSETB)

## Centros de investigación
- Asociación Española de Informática y Matemática Aplicada. AEDIMA (Edificio Nexus)
- Centro Internacional de Métodos Numéricos en Ingeniería. CIMNE (Edificio C-1)
- Instituto de Estudios Espaciales en Cataluña. IEEC (Edificio Nexus)
- Centro de Aplicaciones de Internet. CANET
- Centro de Sistemas y Sensores Electrónicos. CSSE
- Instituto de Robótica y Informática Industrial. IRI (Edificio Nexus)
- Cátedra Gaudí.
- Centro Tecnológico de Telecomunicaciones Móviles. CTTM (Edificio Nexus)
- Laboratorio de Cálculo de la Facultad de Informática de Barcelona. LCFIB
- Centro de Comunicaciones Avanzadas de Banda Ancha. CCABA
- Centro Internacional de Hidrología Subterránea. FCIHS
- Laboratorio de Ingeniería Marítima. LIM
- Centro de Supercomputación de Cataluña. CESCA (Edificio Nexus)
- Grupo de Investigación Aplicada en Hidro meteorología. GRAHI
- Sociedad Española de Métodos Numéricos en la Ingeniería. SEMNI
- Centro Europeo de Paralelismo de Barcelona. CEPBA
- Grupo de Compatibilidad Electromagnética. GCEM
- MareNostrum. (Edificio Rectorado)
- Centro de Innovación de Tecnología de Estructuras y Construcción. CEINTEC
- Instituto de Ciencias de la Educación. ICE
- Centro de Tecnología y Aplicaciones del Lenguaje y el Habla. TALP
- Centro Internacional de Investigación de los Recursos Costeros. CIIRC
- DAMA-UPC. Data Management.

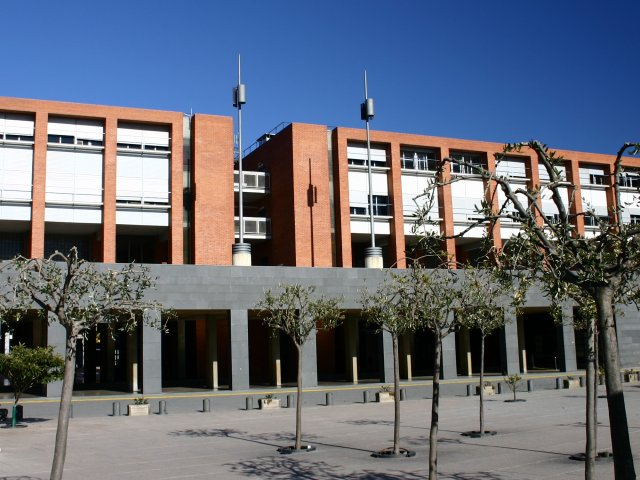
Entrada al Campus Nord en 2005.
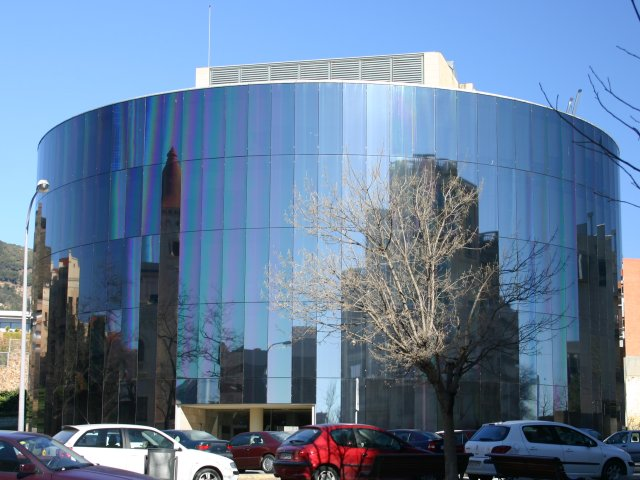
Edificio Nexus.
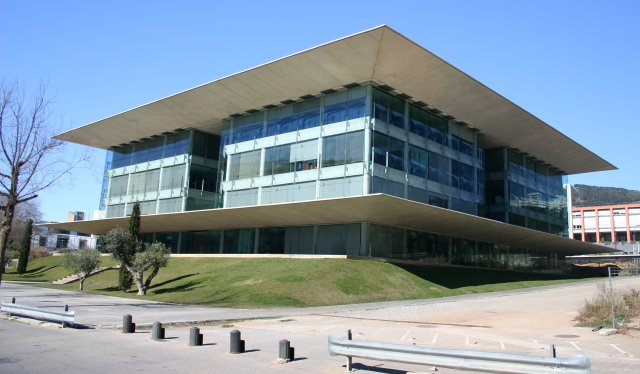
Edificio Nexus 2.
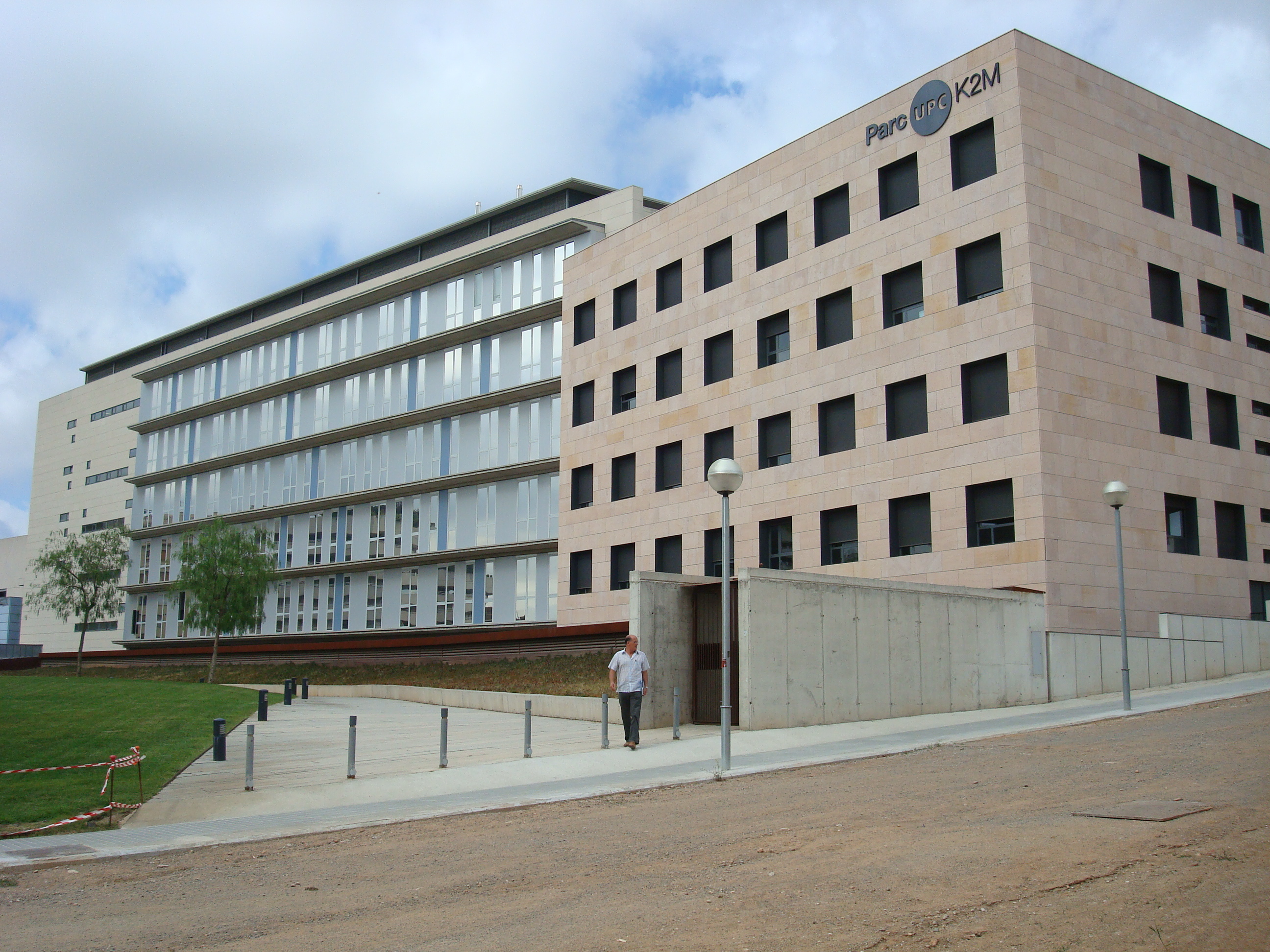
Edificio Omega.
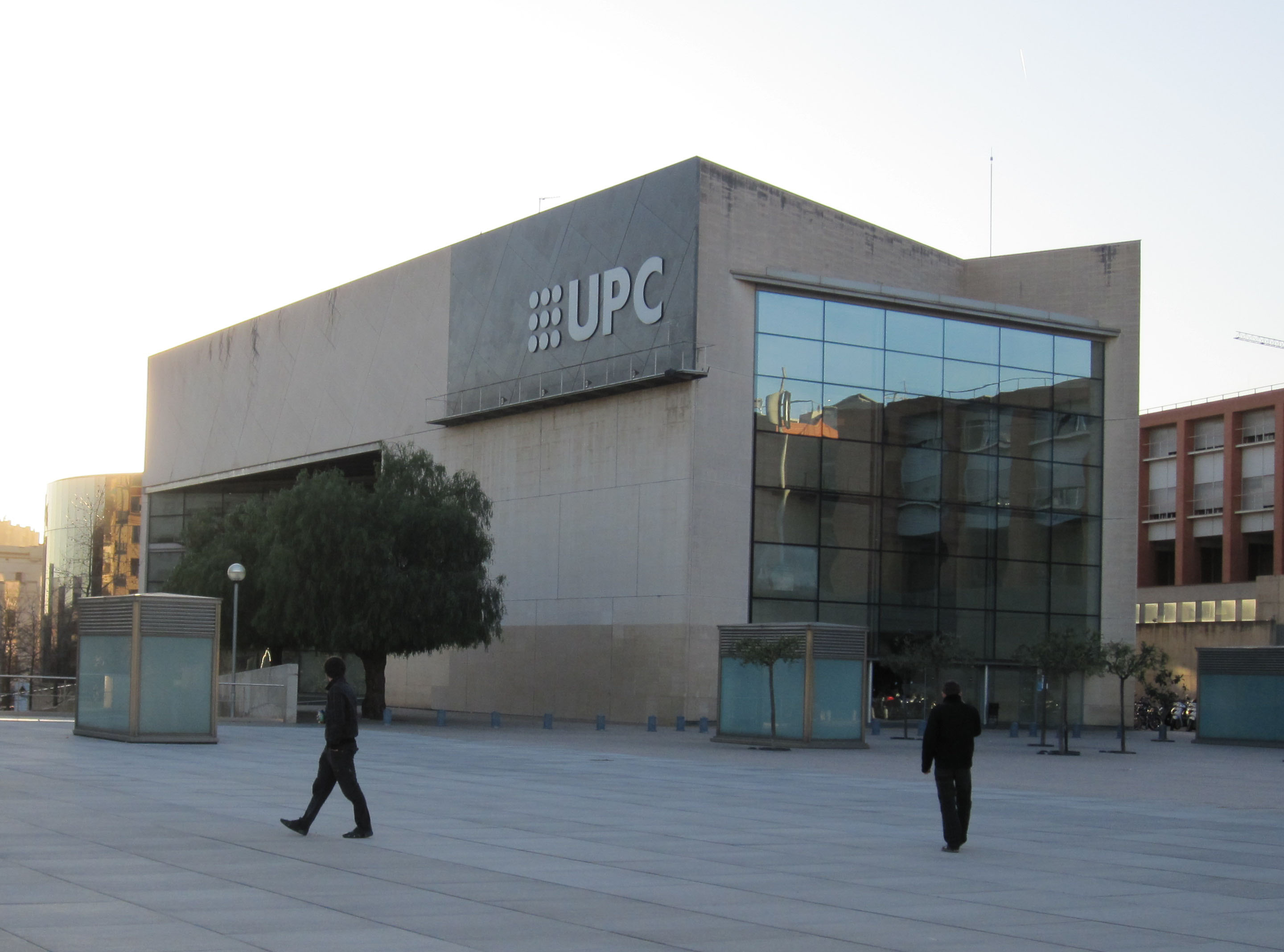
Biblioteca.